# Darja Michailowna Schmeljowa
Darja Michailowna Schmeljowa (russisch Дарья Михайловна Шмелёва, engl. Transkription Darya Shmelyova/Shmeleva; * 26. Oktober 1994 in Moskau) ist eine russische Bahnradsportlerin. Sie ist neben Anastassija Woinowa eine der dominierenden Radsportlerinnen ihres Landes in den 2010er Jahren.

## Sportlicher Werdegang
2011 wurde Darja Schmeljowa in Moskau Junioren-Weltmeisterin im Teamsprint, gemeinsam mit Anastassija Woinowa. Bei den UCI-Bahn-Weltmeisterschaften der Junioren 2012 in Invercargill errang Schmeljowa vier Titel: im Zeitfahren, im Keirin, im Sprint. Im Teamsprint errang sie mit Lidija Pluschnikowa ebenfalls die Goldmedaille; zudem stellten die beiden Sportlerinnen zwei neue Juniorinnen-Weltrekord über 34,321 Sekunden sowie über 34,155 Sekunden auf. Noch am selben Tag verbesserte sie die Weltbestzeit über 500 Meter auf 34,753 Sekunden. Im selben Jahr wurde Darja Schmeljowa Junioren-Europameisterin im Keirin und im Sprint. Bei den Europameisterschaften der Elite 2012 im litauischen Panevėžys belegte sie gemeinsam mit Anastassija Woinowa im Teamsprint Rang zwei ebenso wie 2014 Platz zwei im Zeitfahren.
Im Jahr darauf wurde Schmeljowa gemeinsam mit Woinowa Europameisterin der Elite im Teamsprint und errang Bronze im Zeitfahren. 2016 wurden Schmeljowa und Woinowa in London Weltmeisterinnen im Teamsprint. Im selben Jahr wurde Schmeljowa für die Teilnahme an den Olympischen Spielen in Rio de Janeiro nominiert. Gemeinsam mit Woinowa errang sie die Silbermedaille im Teamsprint. Im Sprint belegte sie Platz 22 und im Keirin Platz 13. Im Jahr darauf konnten die beiden Sportlerinnen erneut den WM-Titel im Teamsprint erringen, Schmeljowa entschied zudem das 500-Meter-Zeitfahren für sich.
2018 errang die 23-Jährige bei den Weltmeisterschaften in Apeldoorn die Silbermedaille im Zeitfahren, im Teamsprint gewann sie mit Woinowa Bronze. 2019 war ein überaus erfolgreiches Jahr für sie: Weltmeisterin im Zeitfahren, Vize-Weltmeisterin im Teamsprint, WM-Bronze im Keirin, zwei Goldmedaillen bei den Europaspielen in Minsk und weitere Erfolge. Zudem gewann sie mit Jekaterina Rogowaja zwei Läufe des Weltcups. Beim Weltcup-Lauf in Cambridge hatte sie einen schweren Sturz, bei dem sie sechs gebrochene Rippen und eine geprellte Lunge davontrug.
2021 startete Schmeljowa bei den Olympischen Spielen in Tokio und errang mit Anastassija Woinowa die Bronzemedaille im Teamsprint. Bei den UEC-Bahn-Europameisterschaften 2021 gewann sie den Titel im Zeitfahren sowie Bronze im Teamsprint. Bei den Weltmeisterschaften im selben Jahr wurde sie mit Natalja Antonowa, Jana Tyschtschenko und Anastassija Woinowa Zweite im Teamsprint und Dritte im Zeitfahren.

## Erfolge
2011

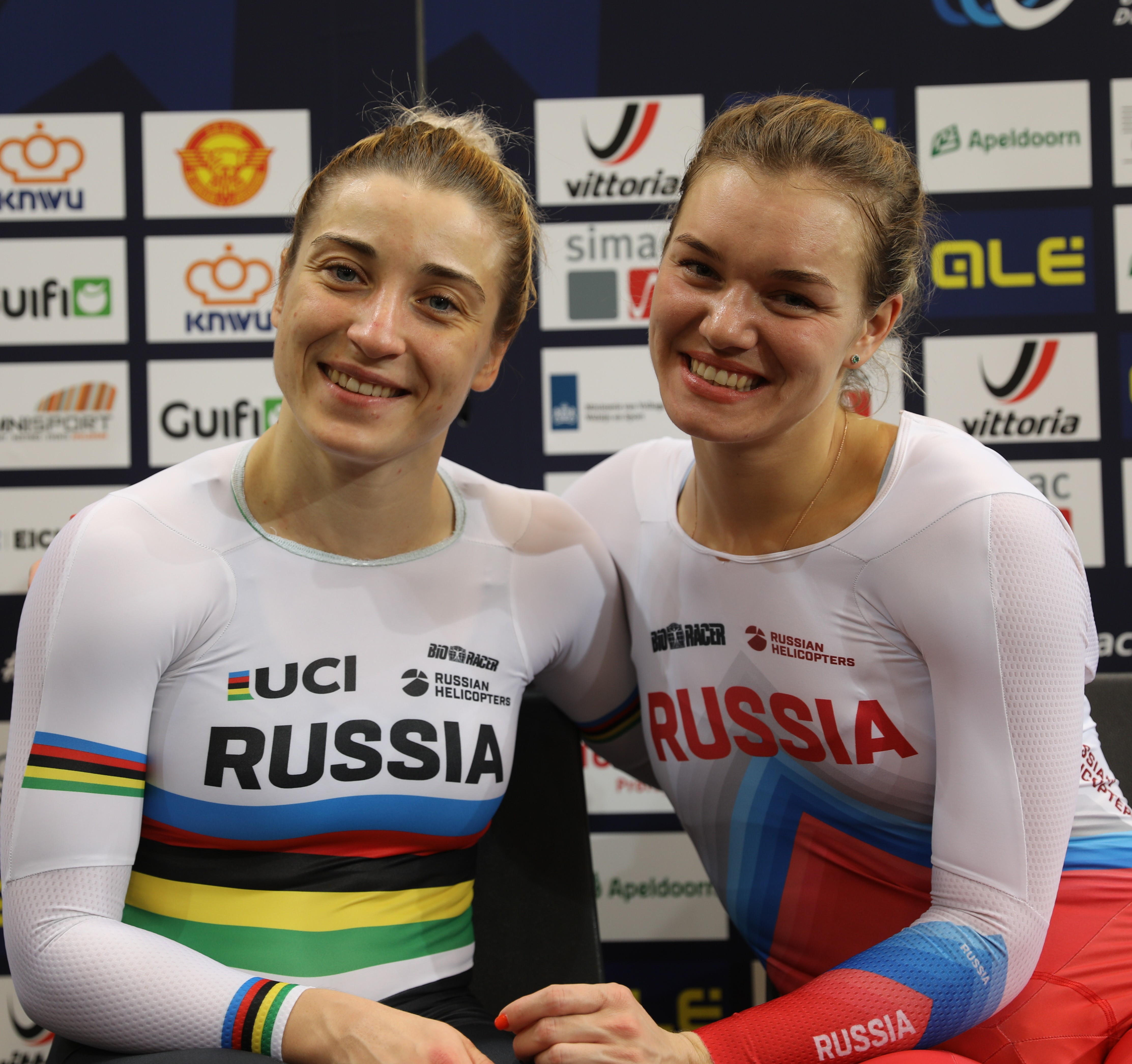
Darja Schmeljowa (l.) mit ihrer Standardpartnerin im Teamsprint Anastassija Woinowa (2019)

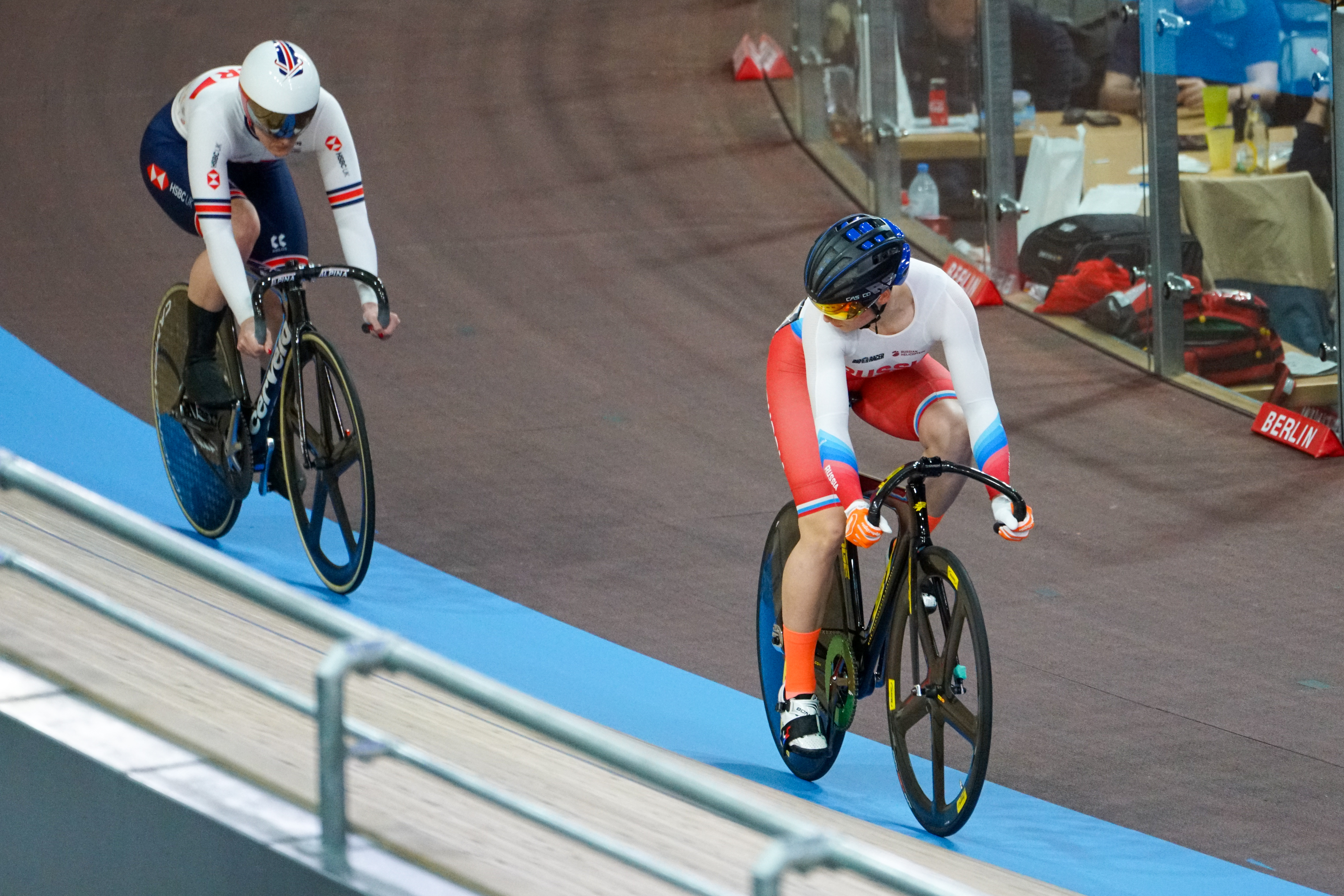
Schmeljowa bei der Bahn-WM 2020 im Sprintlauf gegen die Britin Katy Marchant

- Junioren-Weltmeisterin – Teamsprint (mit Anastassija Woinowa)

2012
- Junioren-Weltmeisterin – Sprint, Keirin, 500-Meter-Zeitfahren, Teamsprint (mit Lidija Pluschnikowa)
- Europameisterschaft – Teamsprint (mit Anastassija Woinowa)
- Junioren-Europameisterin – Keirin, 500-Meter-Zeitfahren, Teamsprint (mit Lidija Pluschnikowa)
- Junioren-Europameisterschaft Sprint

2013
- U23-Europameisterschaft – 500-Meter-Zeitfahren

2014
- U23-Europameister – Teamsprint (mit Anastassija Woinowa)
- U23-Europameisterschaft – 500-Meter-Zeitfahren

2015
- Bahnrad-Weltcup in Cali – Teamsprint (mit Jekaterina Gnidenko)
- Europameisterin – Teamsprint (mit Anastassija Woinowa)
- Europameisterschaft – 500-Meter-Zeitfahren
- Europameisterin (U23) – Teamsprint (mit Anastassija Woinowa)
- Europameisterin (U23) – 500-Meter-Zeitfahren

2016
- Olympische Spiele – Teamsprint (mit Anastassija Woinowa)
- Weltmeisterin – Teamsprint (mit Anastassija Woinowa)
- Bahnrad-Weltcup in Hongkong – Teamsprint (mit Anastassija Woinowa)
- Europameisterin – 500-Meter-Zeitfahren, Teamsprint (mit Anastassija Woinowa)

2017
- Weltmeisterin – 500-Meter-Zeitfahren, Teamsprint (mit Anastassija Woinowa)
- Bahnrad-Weltcup in Los Angeles – Teamsprint (mit Anastassija Woinowa)
- Weltcup in Manchester – 500-Meter-Zeitfahren
- Europameisterin – Teamsprint (mit Anastassija Woinowa)
- Europameisterschaft – Sprint, 500-Meter-Zeitfahren
- Russische Meisterin – Sprint, Keirin, Teamsprint (mit Jekaterina Rogowaja und Ksenija Bogojawlenskaja)

2018
- Weltmeisterschaft – 500-Meter-Zeitfahren
- Weltmeisterschaft – Teamsprint (mit Anastassija Woinowa)
- Europameisterin – Sprint, Teamsprint (mit Anastassija Woinowa), 500-Meter-Zeitfahren
- Europameisterschaft – Keirin
- Russische Meisterin – Keirin, Teamsprint (mit Anastassija Woinowa)
- Weltcup in Saint-Quentin-en-Yvelines – Teamsprint (mit Anastassija Woinowa)
- Weltcup in Berlin – Teamsprint (mit Anastassija Woinowa)

2019
- Weltmeisterin – 500-Meter-Zeitfahren
- Weltmeisterschaft – Teamsprint (mit Anastassija Woinowa)
- Weltmeisterschaft – Keirin
- Europaspielesiegerin – 500-Meter-Zeitfahren, Teamsprint (mit Anastassija Woinowa)
- Europaspiele – Sprint, Keirin
- Russische Meisterin – Keirin, Teamsprint (mit Anastassija Woinowa)
- Europameisterschaft – Teamsprint (mit Anastassija Woinowa)
- Europameisterschaft – Keirin
- Weltcup in Minsk – Teamsprint (mit Jekaterina Rogowaja)
- Weltcup in Glasgow – Teamsprint (mit Jekaterina Rogowaja)

2020
- Europameisterin – 500-Meter-Zeitfahren, Teamsprint (mit Anastassija Woinowa und Natalja Antonowa)
- Europameisterschaft – Sprint

2021
- Olympische Spiele – Teamsprint (mit Anastassija Woinowa)
- Europameisterin – 500-Meter-Zeitfahren
- Europameisterschaft – Teamsprint (mit Natalja Antonowa, Jana Tyschtschenko und Anastassija Woinowa)
- Russische Meisterin – Sprint
- Weltmeisterschaft – Teamsprint (mit Natalja Antonowa, Jana Tyschtschenko und Anastassija Woinowa)
- Weltmeisterschaft – 500-Meter-Zeitfahren

## Teams
- 2012 Moscow Track Team